# سارة بيج
سارة بيج (بالإنجليزية: Sarah Page) هي نسوية ‏ ومُدرسة نيوزيلندية، ولدت في 1863، وتوفيت في 1950.